# Manuel Barroso
Manuel Antonio Barroso es un militar y político venezolano, quien fue ministro del Despacho de la Presidencia de Hugo Chávez y presidente de Cadivi entre 2006 y 2013, durante su gobierno.

## Biografía
Fue ministro del Despacho de la Presidencia de Hugo Chávez en 2004 y presidente de Cadivi entre 2006 y 2013, durante su gobierno. Jorge Giordani Ministro de planificación declaró que, durante la administración de Manuel Barroso se desaparecieron 25 mil millones de dólares. En 2012 Manuel Barroso, aprobó más de 23,5 millones de dólares a 2 importadoras con apenas meses de existencia.
Fue nombrado agregado militar en Brasil del gobierno de Nicolás Maduro. Tras la crisis presidencial de 2019, el gobierno de Jair Bolsonaro reconoció a Juan Guaidó como presidente legítimo del país. Luego de que Barroso asistiera el 23 de agosto de 2019 a una conmemoración del Día del Soldado en el Cuartel General del Ejército de Brasil en Brasilia, el presidente de la Comisión de Relaciones Exteriores y de Defensa de la Cámara de Diputados, Eduardo Bolsonaro, declaró en septiembre de ese año queː «No podemos hacer sentir cómoda a cualquier persona de alto o de bajo escalón de la banda delictiva de Maduro. (…) Tenemos que trabajar duro para congelar todos sus ahorros, fruto de actividades delictivas. Tendríamos que cancelar todos los pasaportes diplomáticos venezolanos. No reconocerlos más, porque usan esos pasaportes para traficar drogas». El diario Clarín lo describió como uno de los hombres de confianza de Diosdado Cabello.
El 13 de noviembre de 2019 se atrincheró en la embajada de Venezuela en Brasil, cuando el equipo diplomático del gobierno de Maduro en Venezuela fue relevado por el equipo de Guaidó, permaneciendo atrincherado allí al menos durante dos años.
En octubre de 2021, la Policía de Brasil emitió una orden de deportación para Manuel Barroso, tras vencer su visa diplomática el 16 de julio de 2021, por no regularizar su estatus migratorio en el país.